# 5175 Аблес
5175 Аблес (1988 VS4, 1990 KH, 5175 Ables) — астероїд головного поясу, відкритий 4 листопада 1988 року.
Тіссеранів параметр щодо Юпітера — 3,821.